# 昂宗河畔韦特尔
昂宗河畔韦特尔（法語：Vêtre-sur-Anzon，法語發音：[vɛtʁ syʁ ɑ̃zɔ̃]）是法国卢瓦尔省的一个市镇，属于蒙布里松区。该市镇于2019年由原市镇圣于连拉韦特尔和圣蒂兰合并而成，行政中心位于圣于连拉韦特尔。

## 地名
与其他译作“XXX河畔XXX”的“XXX-sur-XXX”类地名不同，该地名中的“韦特尔”（Vêtre）也是一条河流的名称而非地名，其为昂宗河的支流，故实际上“Vêtre-sur-Anzon”一名意为“昂宗河上方的韦特尔河”。

## 地理
昂宗河畔韦特尔（45°48'52"N, 3°49'29"E）面积20.25 平方千米，位于法国奥弗涅-罗讷-阿尔卑斯大区卢瓦尔省，该省份为法国中南部省份，北起顺时针与索恩-卢瓦尔省、罗讷省、伊泽尔省、阿尔代什省、上盧瓦爾省、多姆山省和阿列省接壤。
与昂宗河畔韦特尔接壤的市镇（或旧市镇、城区）包括：莱萨勒、尚波利、圣马丹拉索沃泰、阿约、圣普列斯特-拉韦特尔、努瓦雷塔布勒。
昂宗河畔韦特尔的时区为UTC+01:00、UTC+02:00（夏令时）。

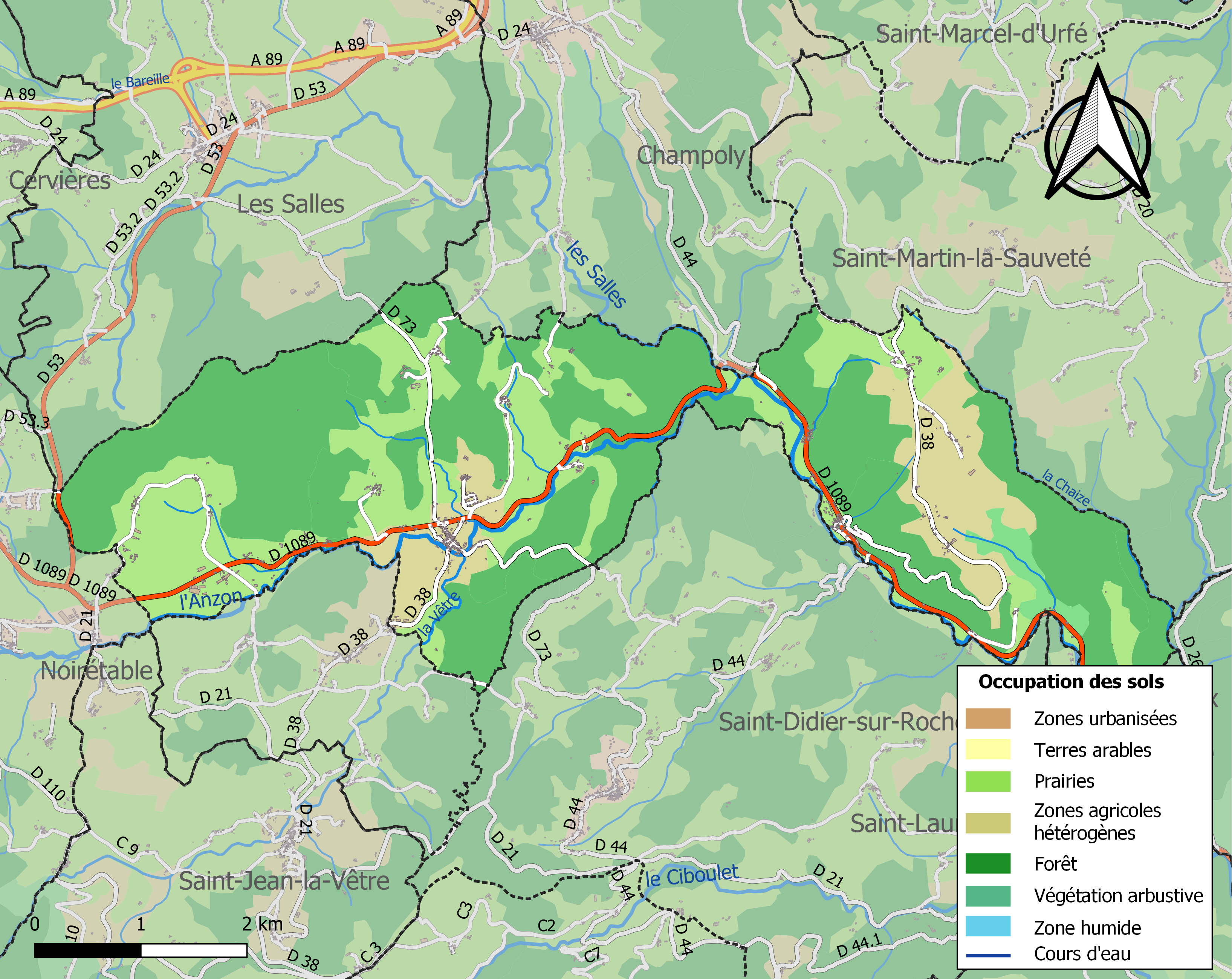
昂宗河畔韦特尔的OSM定位图

## 行政
昂宗河畔韦特尔的邮政编码为42440，INSEE市镇编码为42245。

## 政治
昂宗河畔韦特尔所属的省级选区为利尼翁河畔博安县。

## 人口
昂宗河畔韦特尔于2022年1月1日时的人口数量为565人。